# Fécocourt
Fécocourt est une commune française située dans le département de Meurthe-et-Moselle, en région Grand Est.

## Géographie
D’après les données Corine land Cover, le ban communal de 799 hectares comprend en 2011, plus de 53 % de terres arables et de prairies, près de 37 % de forêt, 10 % de surfaces agricoles diverses.

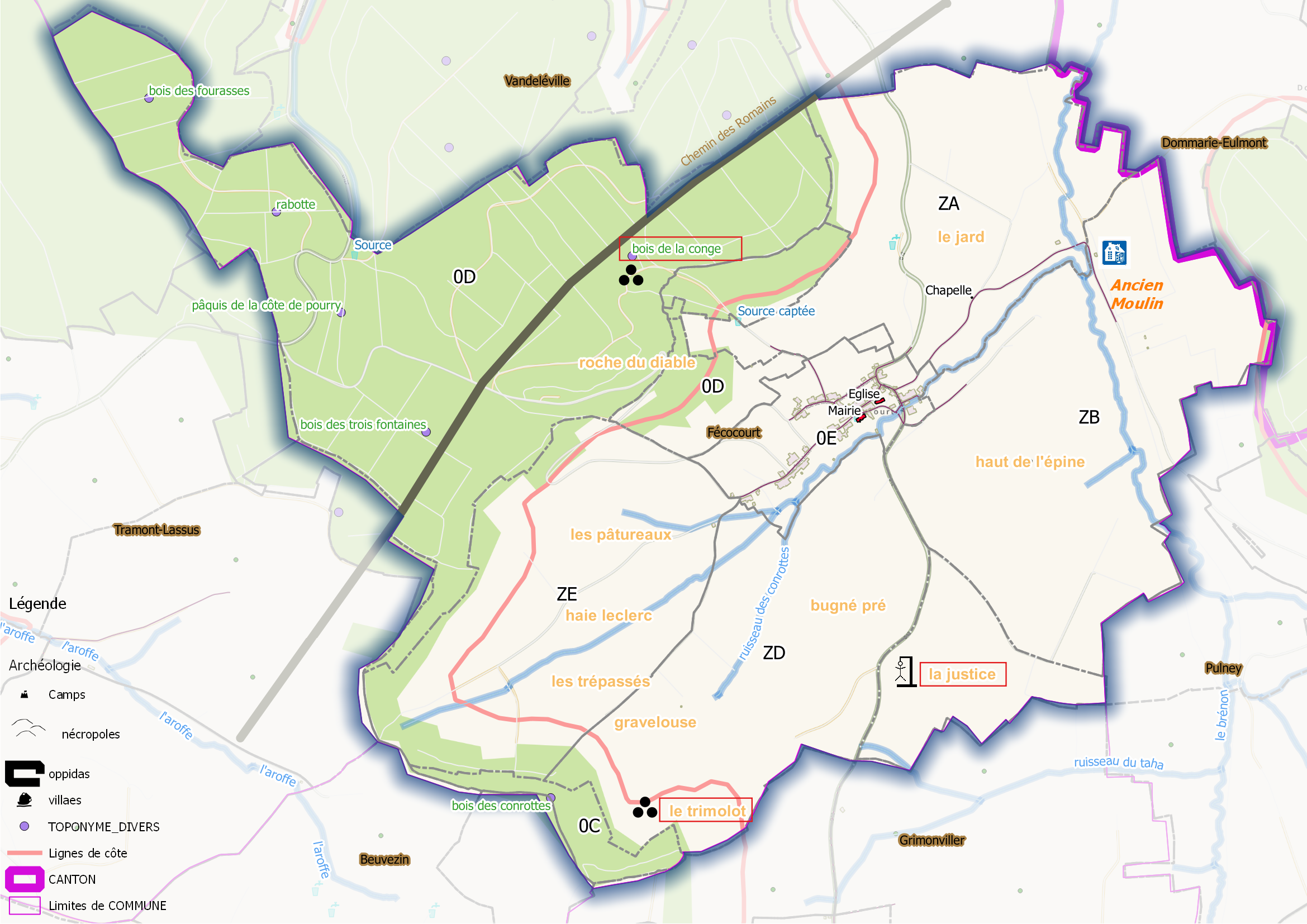
Fig. 1 - Fécocourt (ban communal).

Le ban communal est arrosé par les cours d'eau suivants : le Brenon (1,915 km) le Ruisseau du Moulin (0,037 km), le Ruisseau de l'Etang de Vandeleville (0,003 km) et le Ruisseau du Conrottes (3,236 km).
Le territoire présente une particularité géologique déjà mise en avant en 1936 :  «Dans toute la région de Grimonviller-Fécocourt-Vandéléville-Battigny, le Toarcien affleure à flanc de coteau, s'avance par endroits en larges éperons et forme même des buttes isolées dans la plaine. Le sous-sol immédiat des communes de Grimonviller et de Fécocourt est constitué par du schiste, visible dans tous les chemins creux et sur les bords du ruisseau le Brénon. »
La même situation a entrainé la naissance d'une industrie d'exploitation de l'huile de schiste en Haute-Saône :               l'Exploitation de schiste de Creveney.

### Communes limitrophes
| Vandeléville   | Vandeléville                   | Dommarie-Eulmont |
| Tramont-Lassus | Fécocourt                      | Pulney           |
| Beuvezin       | Aboncourt (Meurthe-et-Moselle) | Grimonviller     |

### Hydrographie
La commune est traversée par la ligne de partage des eaux entre les bassins versants du Rhin et de la Meuse au sein du bassin Rhin-Meuse. Elle est drainée par le Brenon et le ruisseau du Conrottes,.
Le Brénon, d'une longueur de 26 km, prend sa source dans la commune de Grimonviller et se jette  dans le Madon à Pulligny, après avoir traversé douze communes. 

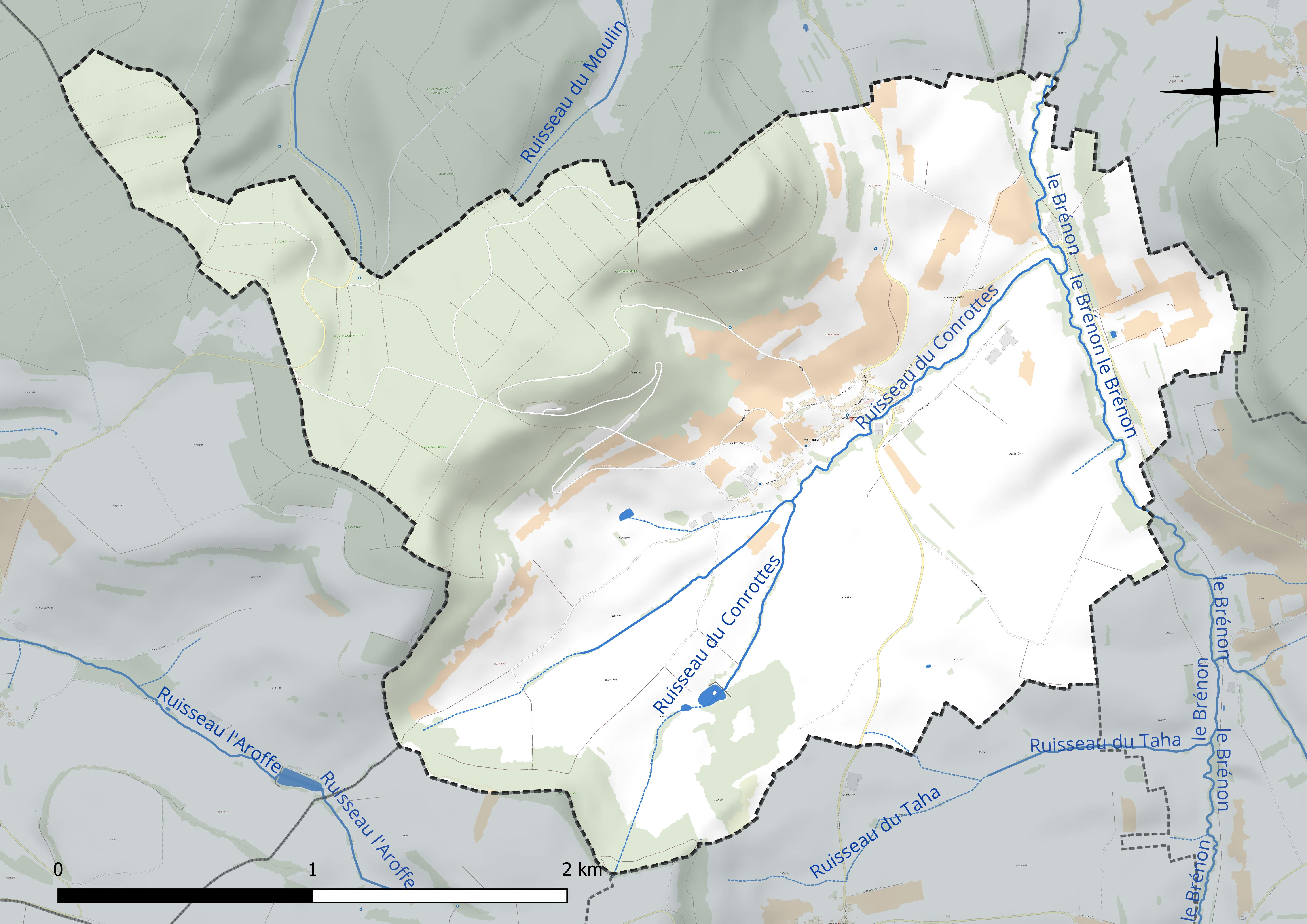
Réseau hydrographique de Fécocourt.

### Climat
Pour des articles plus généraux, voir Climat du Grand Est et Climat de Meurthe-et-Moselle.
En 2010, le climat de la commune est de type climat de montagne, selon une étude du Centre national de la recherche scientifique s'appuyant sur une série de données couvrant la période 1971-2000. En 2020, Météo-France publie une typologie des climats de la France métropolitaine dans laquelle la commune est dans une zone de transition entre le climat océanique altéré et le climat océanique altéré et est dans la région climatique  Lorraine, plateau de Langres, Morvan, caractérisée par un hiver rude (1,5 °C), des vents modérés et des brouillards fréquents en automne et hiver. 
Pour la période 1971-2000, la température annuelle moyenne est de 9,5 °C, avec une amplitude thermique annuelle de 16,9 °C. Le cumul annuel moyen de précipitations est de 941 mm, avec 12,4 jours de précipitations en janvier et 9,9 jours en juillet. Pour la période 1991-2020, la température moyenne annuelle observée sur la station météorologique de Météo-France la plus proche, « Mirecourt-inra », sur la commune de Mirecourt à 15 km à vol d'oiseau, est de 10,4 °C et le cumul annuel moyen de précipitations est de 824,3 mm. 
La température maximale relevée sur cette station est de 39,5 °C, atteinte le 25 juillet 2019 ; la température minimale est de −19,5 °C, atteinte le 20 décembre 2009,,. 
Les paramètres climatiques de la commune ont été estimés pour le milieu du siècle (2041-2070) selon différents scénarios d'émission de gaz à effet de serre à partir des nouvelles projections climatiques de référence DRIAS-2020. Ils sont consultables sur un site dédié publié par Météo-France en novembre 2022.

## Urbanisme

### Typologie
Au 1er janvier 2024, Fécocourt est catégorisée commune rurale à habitat dispersé, selon la nouvelle grille communale de densité à sept niveaux définie par l'Insee en 2022.
Elle est située hors unité urbaine. Par ailleurs la commune fait partie de l'aire d'attraction de Nancy, dont elle est une commune de la couronne,. Cette aire, qui regroupe 353 communes, est catégorisée dans les aires de 200 000 à moins de 700 000 habitants,.

### Occupation des sols
L'occupation des sols de la commune, telle qu'elle ressort de la base de données européenne d’occupation biophysique des sols Corine Land Cover (CLC), est marquée par l'importance des territoires agricoles (63 % en 2018), une proportion identique à celle de 1990 (63 %). La répartition détaillée en 2018 est la suivante : prairies (42,3 %), forêts (37 %), terres arables (10,7 %), zones agricoles hétérogènes (10 %). L'évolution de l’occupation des sols de la commune et de ses infrastructures peut être observée sur les différentes représentations cartographiques du territoire : la carte de Cassini (XVIIIe siècle), la carte d'état-major (1820-1866) et les cartes ou photos aériennes de l'IGN pour la période actuelle (1950 à aujourd'hui).

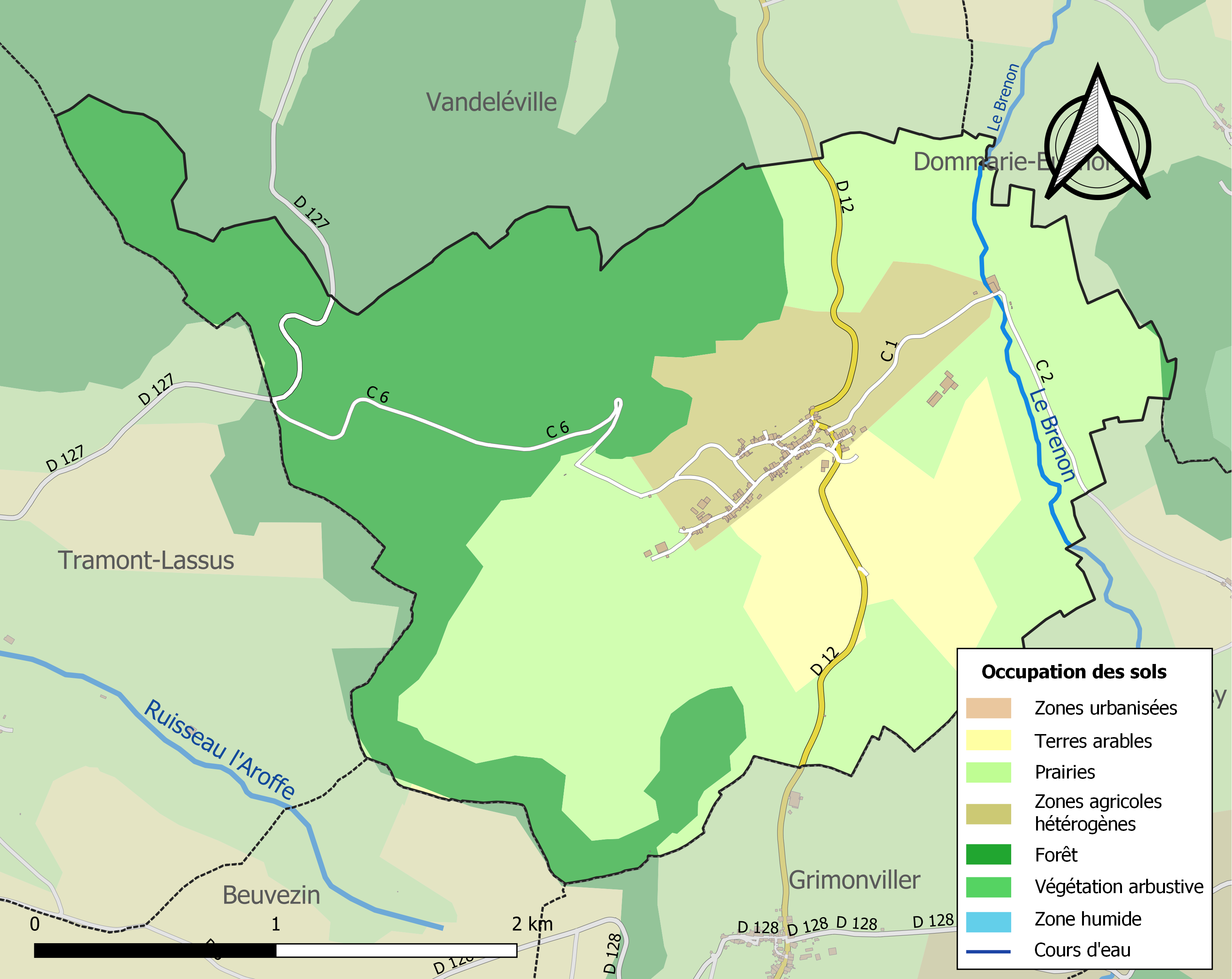
Carte des infrastructures et de l'occupation des sols de la commune en 2018 (CLC).

## Toponymie
Les différentes graphies recensées par le Dictionnaire topographique de la Meurthe sont : Ecclésia Faucaudi curtis en 1044 - Focoucort en 1272 - Foucocourt en 1295 - Ficocourt en 1373 – Ficoncourt et Fouconcourt en 1408 - Fecoucourt en 1699 - Fecolcourt en 1782.
Le nom est formé d'un suffixe latin COHORTIS transformé en bas latin CURTIS, utilisé par les francs romanisés en CORT puis COURT qui a remplacé les EY, AY tombés en désuétude à partir du VIe siècle. Utilisé avec un nom de personne d'origine germanique (franc) quelquefois latinisé propriétaire ou attributaire d'une ferme, d'un petit domaine, d'un enclos avec le système germanique caractérisé par l'antéposition du nom (Faucus ou Féco). Ce suffixe courant permet de situer la création du toponyme entre le VIe et le Xe siècle (époque carolingienne).

## Histoire
Le répertoire archéologique de Meurthe (Beaupré) recense quelques découvertes non attribuées à une période ou une culture attestant d’une occupation ancienne du territoire communal :
« Au lieu-dit Argenterie entre les bois de la Couge (Conge) et ceux des Trois-Fontaines vase de cuivre contenant des monnaies (époque incertaine). Dans le même canton, vestiges d'une voie romaine en pierres debout, allant de Vaudémont à Vicherey, appelée Chemin des Romains. A la Grande maison, débris gallo-romains (Olry. ) Sur la Côte, en 1820, en Trimolot en 1850, trouvailles de monnaies antiques d'époques incertaines. »
Ces éléments militent en faveur de l’existence d’un site d’habitat sur le plateau au nord-ouest du village.
L'histoire du village est méconnue jusqu’au Moyen Âge pour lequel les historiens nous apprennent que les habitants de ce lieu, (ainsi que ceux de Dommarie et Chaouilley), :
« étaient sujets du roi de corps et de cris (le roi y pratiquait la chasse à courre, à cor et à cris ?) ; leur taille annuelle était de 55 fr. 10 gros 7 deniers. Ils étaient tenus, en temps de guerre, de faire le guet en personne au château de Vaudémont, et, en temps de paix, ils devaient 10 fr. au roi en échange de ce service. »
C'était, dans l'origine, dit H. Lepage, un franc-alleu, dont il est parlé dans l'acte confirmatif de la fondation du prieuré de Deuilly, par Brunon, évêque de Toul (1045), futur Pape, et dans la fondation du monastère de Saint-Léon de cette ville (1091) :
« Ce village avait, au XIIIe siècle, des seigneurs particuliers qui portaient son nom ; on en voit figurer un dans un titre de 1295. En 1597, Henri de Fauconcourt déclare tenir en fief et hommage de Ferry de Lorraine, comte de Vaudémont, ce qu'il a à Fauconcourt depuis 1292 »
En 1707, Benoit Picart indique dans son ouvrage que le seigneur du lieu est Cardon de Vidampierre cousin de Louis Charles d'Ourches, (1662-1728), fils de Jacques d'Ourches et de Claude Louise de la Vallée, originaires de Vandeléville et Neuville-sur-Ornain.

### Anecdote
«Dans les villages de Grimonviller, de Fécocourt, de Vandéleville. etc., pas une femme, depuis la jeune fille jusqu'à la grand' mère, n'eût, jadis, manqué à un usage aujourd'hui disparu avec les lugubres appareils qui l'avaient déterminé. Dès qu'il arrivait à l'une ou à l'autre de passer, — ce qu'elles redoutaient fort, — devant les bois de justice, potences plantées par les seigneurs à un angle de leur territoire, vite elles se signaient en prononçant cette exclamation répulsive : « Dieu me préserve de tes pieds et de tes mains ! » En ces mots, jetés avec un effroi sincère, elles faisaient allusion et s'adressaient mentalement au bourreau, qui s'aide des pieds et des mains pour lancer le patient dans l'éternité. »
F. FERTIAULT.

## Politique et administration
| Période                                  | Période                      | Identité                                        | Étiquette | Qualité                                                      |
| ---------------------------------------- | ---------------------------- | ----------------------------------------------- | --------- | ------------------------------------------------------------ |
| Les données manquantes sont à compléter. |                              |                                                 |           |                                                              |
| mars 2001                                | mars 2008                    | Jean-Jacques Denisart                           | UMP       | Educateur, suppléant de la députée Nadine Morano (2002-2007) |
| mars 2008                                | 2014                         | Brigitte Oster                                  |           |                                                              |
| avril 2014                               | En cours (au 3 juillet 2020) | David Bruggmann, Réélu pour le mandat 2020-2026 |           | Ingénieur ou cadre technique d'entreprise                    |

## Population et société

### Démographie
L'évolution du nombre d'habitants est connue à travers les recensements de la population effectués dans la commune depuis 1793. Pour les communes de moins de 10 000 habitants, une enquête de recensement portant sur toute la population est réalisée tous les cinq ans, les populations de référence des années intermédiaires étant quant à elles estimées par interpolation ou extrapolation. Pour la commune, le premier recensement exhaustif entrant dans le cadre du nouveau dispositif a été réalisé en 2004.

En 2022, la commune comptait 106 habitants, en évolution de −0,93 % par rapport à 2016 (Meurthe-et-Moselle : −0,13 %, France hors Mayotte : +2,11 %).
| 1793 | 1800 | 1806 | 1821 | 1831 | 1836 | 1841 | 1846 | 1851 |
| ---- | ---- | ---- | ---- | ---- | ---- | ---- | ---- | ---- |
| 468  | 475  | 534  | 606  | 582  | 655  | 612  | 620  | 598  |

| 1856 | 1861 | 1872 | 1876 | 1881 | 1886 | 1891 | 1896 | 1901 |
| ---- | ---- | ---- | ---- | ---- | ---- | ---- | ---- | ---- |
| 463  | 492  | 447  | 451  | 453  | 407  | 404  | 371  | 361  |

| 1906 | 1911 | 1921 | 1926 | 1931 | 1936 | 1946 | 1954 | 1962 |
| ---- | ---- | ---- | ---- | ---- | ---- | ---- | ---- | ---- |
| 356  | 320  | 246  | 250  | 204  | 211  | 200  | 177  | 156  |

| 1968 | 1975 | 1982 | 1990 | 1999 | 2004 | 2006 | 2009 | 2014 |
| ---- | ---- | ---- | ---- | ---- | ---- | ---- | ---- | ---- |
| 147  | 125  | 93   | 85   | 101  | 106  | 104  | 117  | 111  |

| 2019 | 2022 | - | - | - | - | - | - | - |
| ---- | ---- | - | - | - | - | - | - | - |
| 112  | 106  | - | - | - | - | - | - | - |

## Économie
Fécocourt possédait un moulin mu par le Brénon, assez considérable, et d’après les historiens (Grosse, Lepage) l’activité rurale et viticole était assez florissante au XIXe siècle :
« Surf, territ 395 à 407 hect., dont 187 à 215 en bois, 82 en terres labour., 18 à 52 en prés et 18 en vignes dont les produits sont peu recherchés. L'hectare semé en blé, orge et seigle, peut rapporter 12 hectol., en avoine 27 hectol. 50 litres ; planté en vignes 66 hectol. Chevaux, vaches, brebis et porcs »,.

### Secteur primaire ouAgriculture
Le secteur primaire comprend, outre les exploitations agricoles et les élevages, les établissements liés à l’exploitation de la forêt et les pêcheurs.
D'après le recensement agricole 2010 du Ministère de l'agriculture (Agreste), la commune de Fécocourt était majoritairement orientée sur la production de bovins  (auparavant production de bovins et de lait) sur une surface agricole utilisée d'environ 627 hectares (supérieure à la surface cultivable communale) en hausse depuis 1988 - Le cheptel en unité de gros bétail s'est renforcé de 570 à 786 entre 1988 et 2010. Il n'y avait plus que 5 exploitations agricoles ayant leur siège dans la commune employant 8 unités de travail. (10 exploitations/13 unités de travail en 1988).

## Culture locale et patrimoine

### Lieux et monuments

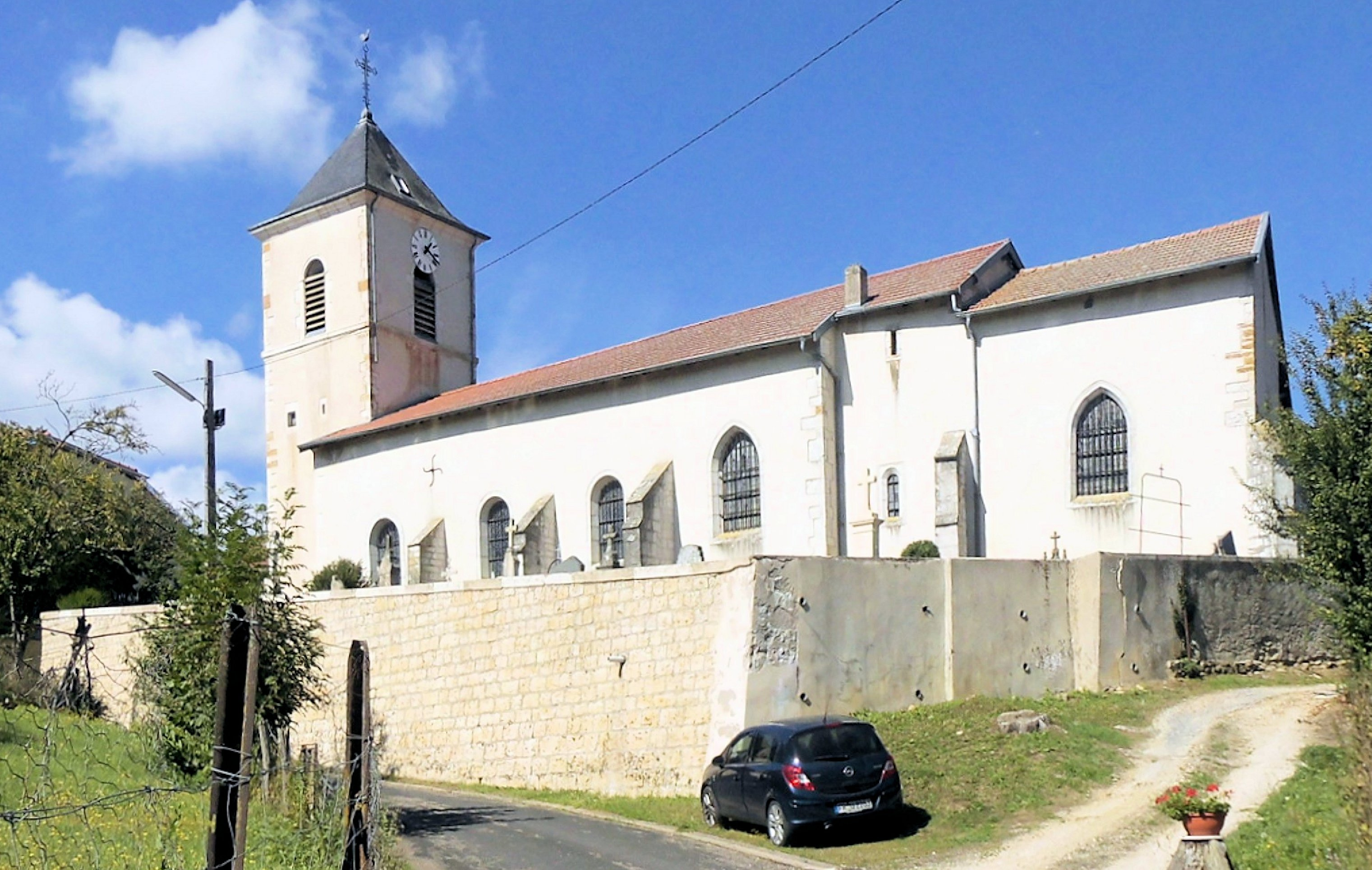
L'église Saint-Remy.

- Église Saint-Remy, tour romane remaniée, nef et chevet du XVe remaniés XVIIIe siècle.
- Chapelle Notre-Dame-de-Pitié, du XIXe siècle.
- Croix du XVIe siècle, dans le cimetière, objet d’un classement au titre des monuments historiques par arrêté du 15 mai 1919[32].

### Personnalités liées à la commune
- Famille noble de Fécocourt ou Feconcourt[33].
- Familles nobles D'Ourches et de Vidampierre[22].
- Bernard Perrin, écrivain régionaliste. Il a publié de nombreux ouvrages Histoire méconnue de nos villages et de ma vallée, (imprimerie Christmann) dans les années 80 et 90, jusqu'à sa disparition à Fécocourt. Il fut lauréat du prix Louis Marin en 1994, décerné par l'académie Stanislas.

### Héraldique, logotype et devise
| Blason de Fécocourt | Blason  | D'or à la bande de gueules.                      |
| Blason de Fécocourt | Détails | Le statut officiel du blason reste à déterminer. |